# West Vero Corridor
West Vero Corridor statisztikai település az USA Florida államában, Indian River megyében. Lakosainak száma 10 039 fő (2020. április 1.).

## Népesség
A település népességének változása:
| Lakosok száma | 7695 | 7138 | 10 039 |
|               | 2000 | 2010 | 2020   |